# Liste des présidents de la Chambre des représentants des États-Unis
Le président de la Chambre des représentants des États-Unis (ou speaker) est le président de la chambre basse du parlement des USA . Le poste a été créé en 1789 par l' article I, section 2 de la Constitution américaine. Le speaker est le leader politique et parlementaire de la Chambre et à la fois le président de la législature, le chef de facto du parti majoritaire de l'assemblée et le chef administratif de l'institution. Les présidents exercent également diverses fonctions administratives et procédurales, en plus de représenter leur propre district congressionnel. (Équivalent d'une circonscription).Compte tenu de ces divers rôles et responsabilités, le Président ne préside généralement pas personnellement les débats. Ce devoir est plutôt délégué aux membres de la Chambre issus du parti majoritaire. Le speaker ne participe que rarement aux débats en hémicycle. En outre, le speaker est deuxième dans l'ordre de succession présidentielle, après le vice-président et devant le président pro tempore du Sénat.
La Chambre élit un nouveau président par vote par appel nominal lorsqu'elle se réunit pour la première fois après une élection générale pour son mandat de deux ans, ou lorsqu'un président décède, démissionne ou est démis de ses fonctions en cours de mandat. Une majorité des voix exprimées (par opposition à la majorité qualifiée de la Chambre) est nécessaire pour élire un président. Si aucun candidat n'obtient un vote majoritaire, l'appel nominal est répété jusqu'à ce qu'un speaker soit élu. La Constitution n'oblige pas le Speaker à être un membre titulaire de la Chambre, bien que tous les Présidents l'ont été jusqu'à présent.
L'actuel président de la Chambre, le républicain Kevin McCarthy de Californie, a été élu pour un premier mandat le 7 janvier 2023, cinquième jour du 118e congrès. Au total, 55 personnes, provenant de 23 des 50 États, ont été présidents de la Chambre. Le nombre pour chaque état est de :
- Huit pour le Massachusetts ;
- Quatre pour le Kentucky et la Virginie ;
- Trois pour la Géorgie, l'Illinois, l'Indiana, l'Ohio, la Pennsylvanie, le Tennessee et le Texas ;
- Deux pour la Caroline du Sud, le Maine, le New Jersey, et l'état de New York ;
- Un pour l'Alabama, la Californie, la Caroline du Nord, le Connecticut, l'Iowa, le Missouri, l'Oklahoma, l'état de Washington et le Wisconsin.

Dans l'histoire de la Chambre, un seul Speaker, James K. Polk, est par la suite devenu président des États-Unis, et deux, Schuyler Colfax et John Nance Garner, ont ensuite été élus vice-président. Le Speaker à la plus importante longévité était Sam Rayburn – en poste pendant 17 ans, 53 jours. Élu 10 fois, il a dirigé la Chambre à trois reprises : de septembre 1940 à janvier 1947 ; de janvier 1949 à janvier 1953; et de janvier 1955 à novembre 1961. Tip O'Neill a eu le plus long mandat ininterrompu en tant que Speaker – 9 ans, 350 jours. Élu cinq fois, il a dirigé la Chambre de janvier 1977 à janvier 1987. C'est Théodore M. Pomeroy qui a connu le mandat le plus court ; élu speaker le 3 mars 1869, le dernier jour du 40e Congrès après la démission de Schuyler Colfax, il quitte son poste le lendemain au terme naturel de son mandat de représentant.

## Liste des Speakers
La Chambre a élu 128 fois son Speaker depuis 1789 : au début de chacun des 118 Congrès, mais aussi à 10 reprises lorsqu'une vacance est survenue lors d'une mandature en raison d'un décès ou d'une démission. Sur les 54 personnes qui ont occupé le poste de président de la Chambre au cours des 235 dernières années, 32 ont servi plusieurs mandats, et sept d'entre eux ont servi des mandats non consécutifs: Frederick Muhlenberg, Henry Clay, John W. Taylor, Thomas Brackett Reed, Joseph W. Martin Jr., Sam Rayburn et Nancy Pelosi. Au total, il y a eu 63 occasions où un nouveau président a pris ses fonctions.
En mars 2025, il y a encore six anciens speakers en vie : Newt Gingrich, Dennis Hastert, John Boehner, Paul Ryan, Nancy Pelosi et Kevin McCarthy.
| Cong. | Nom                                | Nom                           | Parti                            | Parti                          | District                          | Durée de mandat                    |
| --- | ---------------------------------- | ----------------------------- | -------------------------------- | ------------------------------ | --------------------------------- | ---------------------------------- |
| 1er |                                    | Frederick Muhlenberg          |                                  | Pro-Administration             | Pennsylvanie congrès plurinominal | 1er avril 1789 – 4 mars 1791       |
| 2e |                                    | Jonathan Trumbull, Jr.        |                                  | Pro-Administration             | Connecticut congrès plurinominal  | 24 octobre 1791 – 4 mars 1793      |
| 3e |                                    | Frederick Muhlenberg          |                                  | Anti-Administration            | Pennsylvanie congrès plurinominal | 2 décembre 1793 – 4 mars 1795      |
| 4e |                                    | Jonathan Dayton               |                                  | Fédéraliste                    | New Jersey congrès plurinominal   | 7 décembre 1795 – 4 mars 1797      |
| 5e | 15 mai 1797 – 4 mars 1799          | Jonathan Dayton               |                                  | Fédéraliste                    | New Jersey congrès plurinominal   |                                    |
| 6e |                                    | Theodore Sedgwick             |                                  | Fédéraliste                    | 1er district du Massachusetts     | 2 décembre 1799 – 4 mars 1801      |
| 7e |                                    | Nathaniel Macon               |                                  | Républicain-démocrate          | 5e district de Caroline du Nord   | 7 décembre 1801 – 4 mars 1803      |
| 8e | 6e district de Caroline du Nord    | Nathaniel Macon               | 17 octobre 1803 – 4 mars 1805    | Républicain-démocrate          |                                   |                                    |
| 9e | 6e district de Caroline du Nord    | Nathaniel Macon               | 2 décembre 1805 – 4 mars 1807    | Républicain-démocrate          |                                   |                                    |
| 10e |                                    | Joseph Bradley Varnum         |                                  | Républicain-démocrate          | 4e district du Massachusetts      | 26 octobre 1807 – 4 mars 1809      |
| 11e | 22 mai 1809 – 4 mars 1811          | Joseph Bradley Varnum         |                                  | Républicain-démocrate          | 4e district du Massachusetts      |                                    |
| 12e |                                    | Henry Clay                    |                                  | Républicain-démocrate          | 5e district du Kentucky           | 4 novembre 1811 – 4 mars 1813      |
| 13e (en) | 2e district du Kentucky            | Henry Clay                    | 24 mai 1813 – 19 janvier 1814    | Républicain-démocrate          |                                   |                                    |
| 13e |                                    | Langdon Cheves (en)           |                                  | Républicain-démocrate          | 1er district de Caroline du Sud   | 19 janvier 1814 – 4 mars 1815      |
| 14e |                                    | Henry Clay                    |                                  | Républicain-démocrate          | 2e district du Kentucky           | 4 décembre 1815 – 4 mars 1817      |
| 15e | 1er décembre 1817 – 4 mars 1819    | Henry Clay                    |                                  | Républicain-démocrate          | 2e district du Kentucky           |                                    |
| 16e | 6 décembre 1819 – 28 octobre 1820  | Henry Clay                    |                                  | Républicain-démocrate          | 2e district du Kentucky           |                                    |
| 16e |                                    | John W. Taylor                |                                  | Républicain-démocrate          | 11e district de New York          | 15 novembre 1820 – 4 mars 1821     |
| 17e |                                    | Philip Pendleton Barbour (en) |                                  | Républicain-démocrate          | 11e district de Virginie          | 4 décembre 1821 – 4 mars 1823      |
| 18e |                                    | Henry Clay                    |                                  | Républicain-démocrate          | 3e district du Kentucky           | 1er décembre 1823 – 6 mars 1825    |
| 19e |                                    | John W. Taylor                |                                  | National-républicain           | 17e district de New York          | 5 décembre 1825 – 4 mars 1827      |
| 20e |                                    | Andrew Stevenson (en)         |                                  | Jacksonien                     | 9e district de Virginie           | 3 décembre 1827 – 4 mars 1829      |
| 21e | 7 décembre 1829 – 4 mars 1831      | Andrew Stevenson (en)         |                                  | Jacksonien                     | 9e district de Virginie           |                                    |
| 22e | 5 décembre 1831 – 4 mars 1833      | Andrew Stevenson (en)         |                                  | Jacksonien                     | 9e district de Virginie           |                                    |
| 23e | 11e district de Virginie           | Andrew Stevenson (en)         | 2 décembre 1833 – 2 juin 1834    | Jacksonien                     |                                   |                                    |
| 23rd |                                    | John Bell                     |                                  | Jacksonien                     | 7e district du Tennessee          | 2 juin 1834 – 4 mars 1835          |
| 24e |                                    | James K. Polk                 |                                  | Jacksonien                     | 9e district du Tennessee          | 7 décembre 1835 – 4 mars 1837      |
| 25e |                                    | James K. Polk                 | Démocrate                        | 4 septembre 1837 – 4 mars 1839 | 9e district du Tennessee          |                                    |
| 26e |                                    | Robert M. T. Hunter           |                                  | Whig                           | 9e district de Virginie           | 16 décembre 1839 – 4 mars 1841     |
| 27e |                                    | John White (en)               |                                  | Whig                           | 9e district du Kentucky           | 31 mai 1841 – 4 mars 1843          |
| 28e |                                    | John Winston Jones (en)       |                                  | Démocrate                      | 6e district de Virginie           | 4 décembre 1843 – 4 mars 1845      |
| 29e |                                    | John Wesley Davis             |                                  | Démocrate                      | 6e district de l'Indiana          | 1er décembre 1845 – 4 mars 1847    |
| 30e |                                    | Robert Charles Winthrop       |                                  | Whig                           | 1er district du Massachusetts     | 6 décembre 1847 – 4 mars 1849      |
| 31e |                                    | Howell Cobb                   |                                  | Démocrate                      | 6e district de Géorgie            | 22 décembre 1849 – 4 mars 1851     |
| 32e |                                    | Linn Boyd                     |                                  | Démocrate                      | 1er district du Kentucky          | 1er décembre 1851 – 4 mars 1853    |
| 33e | 5 décembre 1853 – 4 mars 1855      | Linn Boyd                     |                                  | Démocrate                      | 1er district du Kentucky          |                                    |
| 34e |                                    | Nathaniel P. Banks            |                                  | Know Nothing                   | 7e district du Massachusetts      | 2 février 1856 – 4 mars 1857       |
| 35e |                                    | James Lawrence Orr (en)       |                                  | Démocrate                      | 5e district de Caroline du Sud    | 7 décembre 1857 – 4 mars 1859      |
| 36e |                                    | William Pennington (en)       |                                  | Républicain                    | 5e district du New Jersey         | 1er février 1860 – 4 mars 1861     |
| 37e |                                    | Galusha A. Grow               |                                  | Républicain                    | 14e district de Pennsylvanie      | 4 juillet 1861 – 4 mars 1863       |
| 38e |                                    | Schuyler Colfax               |                                  | Républicain                    | 9e district de l'Indiana          | 7 décembre 1863 – 4 mars 1865      |
| 39e | 4 décembre 1865 – 4 mars 1867      | Schuyler Colfax               |                                  | Républicain                    | 9e district de l'Indiana          |                                    |
| 40e | 4 mars 1867 – 3 mars 1869          | Schuyler Colfax               |                                  | Républicain                    | 9e district de l'Indiana          |                                    |
| 40e |                                    | Theodore M. Pomeroy (en)      |                                  | Républicain                    | 24e district de New York          | 3-4 mars 1869                      |
| 41e |                                    | James G. Blaine               |                                  | Républicain                    | 3e district du Maine              | 4 mars 1869 – 4 mars 1871          |
| 42e | 4 mars 1871 – 4 mars 1873          | James G. Blaine               |                                  | Républicain                    | 3e district du Maine              |                                    |
| 43e | 4 mars 1873 – 4 mars 1875          | James G. Blaine               |                                  | Républicain                    | 3e district du Maine              |                                    |
| 44e |                                    | Michael C. Kerr (en)          |                                  | Démocrate                      | 3e district de l'Indiana          | 6 décembre 1875 – 19 août 1876     |
| 44e |                                    | Samuel J. Randall             |                                  | Démocrate                      | 3e district de Pennsylvanie       | 4 décembre 1876 – 4 mars 1877      |
| 45e | 15 octobre 1877 – 4 mars 1879      | Samuel J. Randall             |                                  | Démocrate                      | 3e district de Pennsylvanie       |                                    |
| 46e | 18 mars 1879 – 4 mars 1881         | Samuel J. Randall             |                                  | Démocrate                      | 3e district de Pennsylvanie       |                                    |
| 47e |                                    | J. Warren Keifer              |                                  | Républicain                    | 8e district de l'Ohio             | 5 décembre 1881 – 4 mars 1883      |
| 48e |                                    | John G. Carlisle              |                                  | Démocrate                      | 6e district du Kentucky           | 3 décembre 1883 – 4 mars 1885      |
| 49e | 7 décembre 1885 – 4 mars 1887      | John G. Carlisle              |                                  | Démocrate                      | 6e district du Kentucky           |                                    |
| 50e | 5 décembre 1887 – 4 mars 1889      | John G. Carlisle              |                                  | Démocrate                      | 6e district du Kentucky           |                                    |
| 51e |                                    | Thomas Brackett Reed          |                                  | Républicain                    | 1er district du Maine             | 2 décembre 1889 – 4 mars 1891      |
| 52e |                                    | Charles Frederick Crisp (en)  |                                  | Démocrate                      | 3e district de Géorgie            | 8 décembre 1891 – 4 mars 1893      |
| 53e | 7 août 1893 – 4 mars 1895          | Charles Frederick Crisp (en)  |                                  | Démocrate                      | 3e district de Géorgie            |                                    |
| 54e |                                    | Thomas Brackett Reed          |                                  | Républicain                    | 1er district du Maine             | 2 décembre 1895 – 4 mars 1897      |
| 55e | 15 mars 1897 – 4 mars 1899         | Thomas Brackett Reed          |                                  | Républicain                    | 1er district du Maine             |                                    |
| 56e |                                    | David B. Henderson (en)       |                                  | Républicain                    | 3e district de l'Iowa             | 4 décembre 1899 – 4 mars 1901      |
| 57e | 2 décembre 1901 – 4 mars 1903      | David B. Henderson (en)       |                                  | Républicain                    | 3e district de l'Iowa             |                                    |
| 58e |                                    | Joseph Gurney Cannon          |                                  | Républicain                    | 18e district de l'Illinois        | 9 novembre 1903 – 4 mars 1905      |
| 59e | 4 décembre 1905 – 4 mars 1907      | Joseph Gurney Cannon          |                                  | Républicain                    | 18e district de l'Illinois        |                                    |
| 60e | 2 décembre 1907 – 4 mars 1909      | Joseph Gurney Cannon          |                                  | Républicain                    | 18e district de l'Illinois        |                                    |
| 61e | 15 mars 1909 – 4 mars 1911         | Joseph Gurney Cannon          |                                  | Républicain                    | 18e district de l'Illinois        |                                    |
| 62e |                                    | Champ Clark (en)              |                                  | Démocrate                      | 9e district du Missouri           | 4 avril 1911 – 4 mars 1913         |
| 63e | 7 avril 1913 – 4 mars 1915         | Champ Clark (en)              |                                  | Démocrate                      | 9e district du Missouri           |                                    |
| 64e | 6 décembre 1915 – 4 mars 1917      | Champ Clark (en)              |                                  | Démocrate                      | 9e district du Missouri           |                                    |
| 65e | 2 avril 1917 – 4 mars 1919         | Champ Clark (en)              |                                  | Démocrate                      | 9e district du Missouri           |                                    |
| 66e |                                    | Frederick H. Gillett (en)     |                                  | Républicain                    | 2e district du Massachusetts      | 19 mai 1919 – 4 mars 1921          |
| 67e | 11 avril 1921 – 4 mars 1923        | Frederick H. Gillett (en)     |                                  | Républicain                    | 2e district du Massachusetts      |                                    |
| 68e | 5 décembre 1923 – 4 mars 1925      | Frederick H. Gillett (en)     |                                  | Républicain                    | 2e district du Massachusetts      |                                    |
| 69e |                                    | Nicholas Longworth            |                                  | Républicain                    | 1er district de l'Ohio            | 7 décembre 1925 – 4 mars 1927      |
| 70e | 5 décembre 1927 – 4 mars 1929      | Nicholas Longworth            |                                  | Républicain                    | 1er district de l'Ohio            |                                    |
| 71e | 15 avril 1929 – 4 mars 1931        | Nicholas Longworth            |                                  | Républicain                    | 1er district de l'Ohio            |                                    |
| 72e |                                    | John Nance Garner             |                                  | Démocrate                      | 15e district du Texas             | 7 décembre 1931 – 4 mars 1933      |
| 73e |                                    | Henry Thomas Rainey (en)      |                                  | Démocrate                      | 20e district de l'Illinois        | 9 mars 1933 – 19 août 1934         |
| 74e |                                    | Jo Byrns (en)                 |                                  | Démocrate                      | 5e district du Tennessee          | 3 janvier 1935 – 4 juin 1936       |
| 74e |                                    | William B. Bankhead (en)      |                                  | Démocrate                      | 7e district de l'Alabama          | 4 juin 1936 – 3 janvier 1937       |
| 75e | 5 janvier 1937 – 3 janvier 1939    | William B. Bankhead (en)      |                                  | Démocrate                      | 7e district de l'Alabama          |                                    |
| 76e | 3 janvier 1939 – 15 septembre 1940 | William B. Bankhead (en)      |                                  | Démocrate                      | 7e district de l'Alabama          |                                    |
| 76e |                                    | Sam Rayburn                   |                                  | Démocrate                      | 4e district du Texas              | 16 septembre 1940 – 3 janvier 1941 |
| 77e | 3 janvier 1941 – 3 janvier 1943    | Sam Rayburn                   |                                  | Démocrate                      | 4e district du Texas              |                                    |
| 78e | 6 janvier 1943 – 3 janvier 1945    | Sam Rayburn                   |                                  | Démocrate                      | 4e district du Texas              |                                    |
| 79e | 3 janvier 1945 – 3 janvier 1947    | Sam Rayburn                   |                                  | Démocrate                      | 4e district du Texas              |                                    |
| 80e |                                    | Joseph W. Martin Jr.          |                                  | Républicain                    | 14e district du Massachusetts     | 3 janvier 1947 – 3 janvier 1949    |
| 81e |                                    | Sam Rayburn                   |                                  | Démocrate                      | 4e district du Texas              | 3 janvier 1949 – 3 janvier 1951    |
| 82e | 3 janvier 1951 – 3 janvier 1953    | Sam Rayburn                   |                                  | Démocrate                      | 4e district du Texas              |                                    |
| 83e |                                    | Joseph W. Martin Jr.          |                                  | Républicain                    | 14e district du Massachusetts     | 3 janvier 1953 – 3 janvier 1955    |
| 84e |                                    | Sam Rayburn                   |                                  | Démocrate                      | 4e district du Texas              | 3 janvier 1955 – 3 janvier 1957    |
| 85e | 3 janvier 1957 – 3 janvier 1959    | Sam Rayburn                   |                                  | Démocrate                      | 4e district du Texas              |                                    |
| 86e | 7 janvier 1959 – 3 janvier 1961    | Sam Rayburn                   |                                  | Démocrate                      | 4e district du Texas              |                                    |
| 87e | 3 janvier 1961 – 16 novembre 1961  | Sam Rayburn                   |                                  | Démocrate                      | 4e district du Texas              |                                    |
| 87e |                                    | John W. McCormack             |                                  | Démocrate                      | 14e district du Massachusetts     | 10 janvier 1962 – 3 janvier 1963   |
| 88e | 9e district du Massachusetts       | John W. McCormack             | 9 janvier 1963 – 3 janvier 1965  | Démocrate                      |                                   |                                    |
| 89e | 9e district du Massachusetts       | John W. McCormack             | 4 janvier 1965 – 3 janvier 1967  | Démocrate                      |                                   |                                    |
| 90e | 9e district du Massachusetts       | John W. McCormack             | 10 janvier 1967 – 3 janvier 1969 | Démocrate                      |                                   |                                    |
| 91e | 9e district du Massachusetts       | John W. McCormack             | 3 janvier 1969 – 3 janvier 1971  | Démocrate                      |                                   |                                    |
| 92e |                                    | Carl Albert                   |                                  | Démocrate                      | 3e district de l'Oklahoma         | 21 janvier 1971 – 3 janvier 1973   |
| 93e | 3 janvier 1973 – 3 janvier 1975    | Carl Albert                   |                                  | Démocrate                      | 3e district de l'Oklahoma         |                                    |
| 94e | 14 janvier 1975 – 3 janvier 1977   | Carl Albert                   |                                  | Démocrate                      | 3e district de l'Oklahoma         |                                    |
| 95e |                                    | Tip O'Neill                   |                                  | Démocrate                      | 8e district du Massachusetts      | 4 janvier 1977 – 3 janvier 1979    |
| 96e | 15 janvier 1979 – 3 janvier 1981   | Tip O'Neill                   |                                  | Démocrate                      | 8e district du Massachusetts      |                                    |
| 97e | 5 janvier 1981 – 3 janvier 1983    | Tip O'Neill                   |                                  | Démocrate                      | 8e district du Massachusetts      |                                    |
| 98e | 3 janvier 1983 – 3 janvier 1985    | Tip O'Neill                   |                                  | Démocrate                      | 8e district du Massachusetts      |                                    |
| 99e | 3 janvier 1985 – 3 janvier 1987    | Tip O'Neill                   |                                  | Démocrate                      | 8e district du Massachusetts      |                                    |
| 100e |                                    | Jim Wright                    |                                  | Démocrate                      | 12e district du Texas             | 6 janvier 1987 – 3 janvier 1989    |
| 101e | 3 janvier 1989 – 6 juin 1989       | Jim Wright                    |                                  | Démocrate                      | 12e district du Texas             |                                    |
| 101e |                                    | Tom Foley                     |                                  | Démocrate                      | 5e district de Washington         | 6 juin 1989 – 3 janvier 1991       |
| 102e | 3 janvier 1991 – 3 janvier 1993    | Tom Foley                     |                                  | Démocrate                      | 5e district de Washington         |                                    |
| 103e | 5 janvier 1993 – 3 janvier 1995    | Tom Foley                     |                                  | Démocrate                      | 5e district de Washington         |                                    |
| 104e |                                    | Newt Gingrich                 |                                  | Républicain                    | 6e district de Géorgie            | 4 janvier 1995 – 3 janvier 1997    |
| 105e | 7 janvier 1997 – 3 janvier 1999    | Newt Gingrich                 |                                  | Républicain                    | 6e district de Géorgie            |                                    |
| 106e |                                    | Dennis Hastert                |                                  | Républicain                    | 14e district de l'Illinois        | 6 janvier 1999 – 3 janvier 2001    |
| 107e | 3 janvier 2001 – 3 janvier 2003    | Dennis Hastert                |                                  | Républicain                    | 14e district de l'Illinois        |                                    |
| 108e | 7 janvier 2003 – 3 janvier 2005    | Dennis Hastert                |                                  | Républicain                    | 14e district de l'Illinois        |                                    |
| 109e | 3 janvier 2005 – 3 janvier 2007    | Dennis Hastert                |                                  | Républicain                    | 14e district de l'Illinois        |                                    |
| 110e |                                    | Nancy Pelosi                  |                                  | Démocrate                      | 8e district de Californie         | 4 janvier 2007 – 3 janvier 2009    |
| 111e | 6 janvier 2009 – 3 janvier 2011    | Nancy Pelosi                  |                                  | Démocrate                      | 8e district de Californie         |                                    |
| 112e |                                    | John Boehner                  |                                  | Républicain                    | 8e district de l'Ohio             | 5 janvier 2011 – 3 janvier 2013    |
| 113e | 3 janvier 2013 – 3 janvier 2015    | John Boehner                  |                                  | Républicain                    | 8e district de l'Ohio             |                                    |
| 114e | 6 janvier 2015 – 29 octobre 2015   | John Boehner                  |                                  | Républicain                    | 8e district de l'Ohio             |                                    |
| 114e |                                    | Paul Ryan                     |                                  | Républicain                    | 1er district du Wisconsin         | 29 octobre 2015 – 3 janvier 2017   |
| 115e | 3 janvier 2017 – 3 janvier 2019    | Paul Ryan                     |                                  | Républicain                    | 1er district du Wisconsin         |                                    |
| 116e |                                    | Nancy Pelosi                  |                                  | Démocrate                      | 12e district de Californie        | 3 janvier 2019 – 3 janvier 2021    |
| 117e | 3 janvier 2021 – 7 janvier 2023    | Nancy Pelosi                  |                                  | Démocrate                      | 12e district de Californie        |                                    |
| 118e |                                    | Kevin McCarthy                |                                  | Républicain                    | 20e district de Californie        | 7 janvier 2023 – 2 octobre 2023    |
| 118e |                                    | Mike Johnson                  |                                  | Républicain                    | 4e district de Louisiane          | 25 octobre 2023 – 3 janvier 2025   |
| 119e | 3 janvier 2025 –                   | Mike Johnson                  |                                  | Républicain                    | 4e district de Louisiane          |                                    |
| - Pro-Administration (2) - Anti-Administration (1) - Fédéraliste (2) - Républicain-démocrate (6) - National-républicain (1) - Jacksonien (3) - Démocrate (22) - Whig (3) - Know Nothing (1) - Républicain (16) |                                    |                               |                                  |                                |                                   |                                    |